# Neohebestola apicalis
Neohebestola apicalis är en skalbaggsart som först beskrevs av Leon Fairmaire och Germain 1859.  Neohebestola apicalis ingår i släktet Neohebestola och familjen långhorningar. Inga underarter finns listade i Catalogue of Life.